# 万国海法会
万国海法会（ばんこくかいほうかい、Comité Maritime International、CMI)は、海法の国際的統一を目的として1897年に設立された国際機関であり、ベルギーの公益法人。各国の国内海法会を会員とし、国際海事機関を通し、海事私法分野の条約草案の作成などの役割を担っている。

## 沿革
1873年にブリュッセルで創設された国際法協会を母体に、1897年に創設された。船の航路、海上交通規則、港湾施設など海運に影響する技術的側面の規制・慣行の国際統一化と、政府による差別的措置や制限行為を除去し自由通商を確保することなどを目的としており、国際法協会が海上保険の共同海損に関し設置した1890年の『ヨーク・アントワープ規則』の改正作業等を引き継いでいる。
1924年に採択した『船荷証券に関するある規則の統一のための国際条約』と附属の『1968年改正議定書』は、日本の国内法『国際海上物品運送法』の根拠となっている。
第二次世界大戦後の1948年、連合国の協力体制をもとに新たに政府間海事協議機関 (Inter-Governmental Maritime Consultative Organization、IMCO) が設置されたことから、CMIは同機関の協力機関となった。IMCOは1982年に国際海事機関 (IMO)と改称したが、CMIはその後もIMOを通し、海事私法を統一する重要な役割を果たしている。
近年は商業分野の国際条約の草案等は、IMOや国連国際商取引法委員会 (UNCITRAL) が作成するようになっているが、これら草案等作成の段階では、万国海法会に対して助言が求められたり準備作業が委託されることがある。
たとえば、2009年9月にUNCITRALが採択した『国連国際海上物品運送条約』（ロッテルダム・ルールズ）は、万国海法会が作成した草案が基礎となっている。

### 会員海法会
2017年現在、会員海法会の数は50である。
日本については、1901年、海法の研究と海法の国際的統一を目的として日本海法会が創立され、現在に至るまで万国海法会の会員となっている。同会は1940年に財団法人の認可を受け、2012年には公益財団法人に移行した。

## 日本が未批准の万国海法会条約
万国海法会で起草された条約は外交会議により採択されて成立し、ベルギー政府に寄託される。また批准状況は万国海法会の年報に掲載される。（※ - 未発効の条約）
- 1926.4.10　国の船舶の免責に付いての規定の統一に関する国際条約及び追加議定書
- 1952.5.10　衝突についての民事管轄権についてのある規則の統一に関する国際条約
- 1952.5.10　船舶衝突その他の航海事故の刑事管轄権についてのある規則の統一に関する国際条約
- 1952.5.10　航海船舶のアレストについてのある規則の統一に関する国際条約
- 1967.5.27　製造中の船舶に関する諸権利の登記についての条約
- 1967.5.27※船舶先取特権及び抵当権に関するある規則の統一のための国際条約
- 1967.5.27　1910年の救援救助に関するある規則の統一のための国際条約の改正議定書